# Rockford (Minnesota)
Rockford é uma cidade localizada no estado americano do Minnesota, no Condado de Hennepin e Condado de Wright.

## Demografia
Segundo o censo americano de 2000, a sua população era de 3484 habitantes.
Em 2006, foi estimada uma população de 3875, um aumento de 391 (11.2%).

## Geografia
De acordo com o United States Census Bureau tem uma área de 4,7 km², dos quais 4,5 km² cobertos por terra e 0,2 km² cobertos por água. Rockford localiza-se a aproximadamente 279 m acima do nível do mar.

## Localidades na vizinhança
O diagrama seguinte representa as localidades num raio de 12 km ao redor de Rockford.